# Miudes
Miudes es una parroquia del concejo de El Franco, en la comarca de Eo-Navia, Principado de Asturias, España.
La aldea de Miudes está situada a 3 km de la capital del concejo, a una altitud de 136 m y tiene una población de 223 habitantes. En la aldea está situada la iglesia parroquial de Santa María de Miudes.
La parroquia de Miudes fue la mayor del concejo hasta finales del siglo XVIII, cuando en 1796 se segregaron las de Arancedo y La Braña, por un auto del Tribunal Superior de la provincia. 
Según el nomenclátor de 2008, la parroquia comprende las aldeas de Castello, Godella y Miudes, el lugar de Miudeira, y las caserías de Villar y Veiral.
También cabe destacar el barrio de Revellón, en donde se constituyó un ayuntamiento durante el Trienio Constitucional (1820-23), integrado por Cartavio, Miudes, Arancedo y La Braña.
En la economía, que era preferentemente agrícola y ganadera, hay que hablar actualmente de sólo 16 granjas y unas actividades diversificadas. También existen en la parroquia 28 cabazos y 10 molinos -uno de ellos eléctrico- que actualmente no están en funcionamiento.
En la parroquia se festejan las fiestas del Carmen, que antiguamente se celebraban en el campo de la iglesia de Miudes, pero que en la actualidad son en el Campo de la Fiesta o del Palo, sito en Miudeira. Otras celebraciones dentro de la parroquia son las de Santiago en Villar y San Antonio en Miudes.
Desde el punto de vista artístico e histórico, la iglesia de Miudes es una de las más importantes del concejo. También hay varias capillas: una, en el cruce de Miudes y Miudeira, del siglo XIX, siendo la más pequeña del concejo; otra es la perteneciente al palacio de Miudes, del siglo XVII; otra la capilla de casa Carbajal; y por último la capilla de Revellón, una de las más grandes, reformada varias veces y de nave única, con una campanario situado en la torre de la fachada.
El palacio de Miudes o de los Castropol es del siglo XVI; en la planta dibuja una "U" con un gran patio interior, en cuyo entorno se encuentran distribuidas las distintas dependencias. Tiene un muro almenado con torre cuadrada. A la derecha del edificio hay otro edificio menor que también se cierra con muro almenado. En el patio principal se encuentra una escalera que conduce a una galería. En el ala izquierda está la capilla adosada con acceso al exterior y el escudo de los Villamil y Acebedo. El edificio está encalado menos el zócalo y los vanos.

## Lugares
Según el nomenclátor de 2023, la parroquia comprende las siguientes entidades de población:
- Castello
- Godella
- Miudeira
- Miudes
- Veiral
- Villar